# Oznaka wyróżniająca „Przodujący Pododdział”
Oznaka wyróżniająca „Przodujący Pododdział” – jedna z oznak wyróżniających obowiązujących w Siłach Zbrojnych PRL. Wprowadzona została na mocy Instrukcji o Przodownictwie i Współzawodnictwie w Siłach Zbrojnych PRL z 1974 roku. Nadawana była przodującym pododdziałom i oddziałom SZ PRL za „uzyskanie odpowiedniej oceny w wyszkoleniu bojowym i politycznym oraz mistrzowskie opanowanie uzbrojenia i sprzętu bojowego”.

## Opis oznaki
Oznaka miała formę okrągłej tarczy o średnicy 70 mm wykonanej z sukna w kolorze khaki (dla wojsk lądowych), chabrowym (dla wojsk lotniczych i OPK) oraz ciemnogranatowym (dla Marynarki Wojennej). Pośrodku miecz skierowany ostrzem ku dołowi na tle wieńca z liści laurowych i dębowych. Wokół tarczy napis „PRZODUJĄCY PODODDZIAŁ” – rysunek i napis wykonane były z tworzywa sztucznego w kolorze srebrnym (wojska lądowe, lotnicze i OPK), czerwonym (marynarze służby zasadniczej) i złotym (marynarze zawodowi).
Noszona była na prawym rękawie kurtki galowej, wyjściowej i służbowej oraz płaszcza zimowego, na wysokości 3 cm poniżej wszycia rękawa.

## Wizerunek oznaki
| Wojska Lądowe | Wojska Lotnicze i OPK | Marynarka Wojenna (marynarze służby zasadniczej) | Marynarka Wojenna (marynarze zawodowi) |
| ------------- | --------------------- | ------------------------------------------------ | -------------------------------------- |
|               |                       |                                                  |                                        |